# 余兆麒

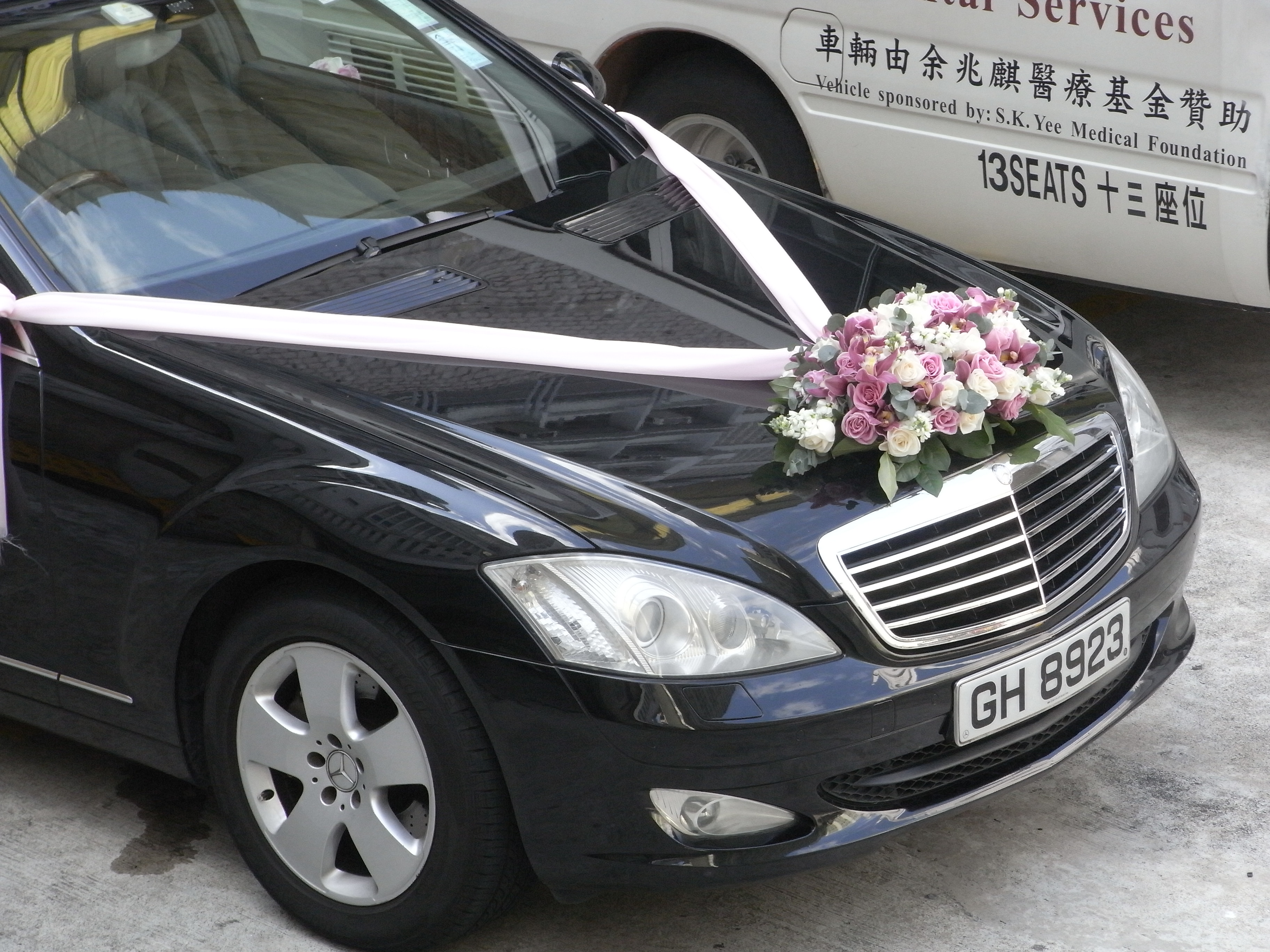
余兆麒醫療基金

余兆麒，CBE（1902年—1996年）廣東新會人，香港聖保羅書院校友。中華民國陸軍中將，中國國民黨黨員。曾就讀於美國陸軍軍官學校，其後取得密西根大學法學士學位、芝加哥大學法學博士學位。曾任西南空軍政治部主任、黃埔督辦公署秘書長代督辦，香港淪陷前任軍令部派駐港高級參謀，隨陳策帶領數十名英軍突圍，獲大英帝國司令勳銜。1948年退役，移居香港。同年在港創立中國聯合銀行。1983年成立余兆麒醫療基金。